# Partido Comunista Salvadorenho
O Partido Comunista Salvadorenho (PCS) foi um partido político de El Salvador que baseou sua ideologia e práticas políticas na teoria marxista.
Foi fundado em 30 de março de 1930 por Abel Cuenca, Miguel Mármol e Modesto Ramírez, entre outros, tendo entre seus membros mais conhecidos Agustín Farabundo Martí.